# Ramiro II. Leonski
Ramiro II. Leonski, imenovan Veliki (okoli 898 (León) – januar 951), je bil kralj Leóna med letoma 931 in 951. Njegovi muslimanski sovražniki so ga zaradi njegove neukrotljivosti in odločnosti imenovali Hudič.
Bil je sin Ordoña II. Po očetovi smrti je svojemu bratu Alfonzu pomagal priti na prestol z odstavitvijo svojega bratranca Alfonza Froilaza, sina svojega strica Fruele II. Zatem si je leta 926 pridobil nadzor nad severom današnje Portugalske, ki mu je leta 929, ob smrti svojega brata Sancha, dodal še Galicijo.
Dejavno se je bojeval proti muslimanom. Leta 939 je premagal vojsko omajadskega kalifa Abderramana III. v bitki pri Simancasu.

## Biografija

### Mladost
Ramiro II. Leonski je bil tretji sin Ordoña II. in Elvire Menéndez. Ko je bil še otrok, sta njegovo vzgojo in izobraževanje prevzela Diego Fernández in njegova žena Onega, vpliven zakonski par, ki je prebival na območju ob reki Duero in kasneje v dolini reke Mondego – središče kolonizacijskega območja, povezanega z infantom Bermudom Ordóñezem, bratom Alfonza Velikega, katerega nečakinja bi Onega lahko bila. Ramiro si je v nekaj letih pridobil veliko občudovanje vojščakov in o sebi ustvaril podobo inteligentnega in drznega vojaškega vodje, ki so mu spontano izkazovali čast – v njegovo slavo so nastajale romance, pesmi, legende in ljudske pripovedi.
Leta 924 je Ordoño II. umrl, prestol pa je podedoval njegov brat Fruela II., ki je s tem iz njega izrinil sinove Ordoña II. Vendar je Fruela že leto kasneje umrl za gobavostjo, kar je sprožilo hudo nasledstveno krizo, v kateri sta se za oblast spopadla njegov sin Alfonz in sinovi Ordoña II. Alfonz Froilaz je imel podporo asturijskih plemičev, medtem ko so Sancho, Alfonz in Ramiro, sinovi Ordoña II., uživali tako podporo galicijskih in portugalskih magnatov kot tudi pomoč navarskega kralja Sancha I. Garcésa.
Zmaga je pripadla slednjim, ki so si razdelili kraljestvo:
- León je pripadel Alfonzu, drugorojencu Ordoña II., ki je zavladal kot Alfonz IV.     Leonski in je bil hierarhično nad svojima bratoma.
- Galicija, vse do reke Miño, je pripadla najstarejšemu Sanchu Ordóñezu, s kraljevskim naslovom.
- Območje med rekama Miño in Mondego, na severu današnje Portugalske, je pripadlo     Ramiru, prav tako z naslovom kralja.

Bermudo Ordóñez in Diego Fernández sta umrla tik pred letom 928, toda že od leta 926 je infant Ramiro prevzel nadzor nad provinco, katere južno mejo je neprestano širil, dokler ni dosegla pogleda na reko Tajo iz glavnih središč, Visea in Coímbre. To ozemlje na severu današnje Portugalske, z oznako kraljestva, je bilo mlademu Ramiru dodeljeno ob zaključku nasledstvenega spora med rodbinama Froilaz in Ordóñez. Infant, ki je bil v tem času star približno 25 let, je bil že poročen z Adosindo Gutiérrez, hčerjo grofa Gutierreja Osoria in grofice Aldonze Menéndez, sestro grofa Osoria Gutiérreza.
Alfonz, ki je kasneje postal menih, je bil slovesno kronan v Leónu 12. februarja 926. Enajst dni pozneje je bil njegov brat Ramiro že v Viseu, prestolnici svojega majhnega kraljestva, kjer je želel prvič izkazati svojo kraljevsko oblast in javno priznanje dolga hvaležnosti in naklonjenosti svojim vzgojiteljem Diegu Fernándezu in Onegi, ki ju je takrat zastopala njuna hči Muniadona Díaz skupaj s svojim možem Hermenegildom Gonzálezem. Njima je Ramiro podaril vilo Creximir blizu Guimarãesa, dejanje pa je bilo slovesno potrjeno z navzočnostjo in podpisom šestnajstih osebnosti, ki so bile očitno izbrane kot njegovo uradno spremstvo.
Leta 929 je umrl njegov brat Sancho, Ramiro pa je bil kronan za kralja Galicije v Zamori, ki jo je takoj razglasil za svojo prestolnico.
Junija 931 je smrt Onece, žene Alfonza IV., tega močno prizadela in ga pahnila v globoko depresijo, zaradi česar je poklical svojega brata Ramira, naj prevzame leonski prestol, sam pa izrazil željo, da se umakne v samostan Sahagún, da bi se posvetil molitvi.

### Začetek vladavine
Kot navaja Leonski seznam kraljev (Nómina leonesa), je bil Ramiro 6. novembra 931 kronan v Leónu. Leta 932 se je novi kralj preselil v Zamoro z namenom, da bi zbral veliko vojsko za pomoč mestu Toledo, ki ga je prosilo za podporo proti Abderramánu III. Vendar pa se je Alfonz IV. do takrat že pokesal svoje odpovedi prestolu. Proti koncu leta 932 oziroma na začetku naslednjega leta je Alfonz, ob podpori kastiljskih plemičev in treh sinov pokojnega kralja Fruele, v odsotnosti svojega brata zavzel León. Ko je Ramiro II. od škofa Oveka, kateremu je med svojo odsotnostjo zaupal upravo, izvedel za to, je s svojimi četami in zavezniki krenil proti Leónu, kjer je dal svojega brata ujeti in ga zapreti.
Položaj je skušal izkoristiti njegov bratranec Alfonz Froilaz s svojima bratoma, sinovoma kralja Fruele II. Gobavca, da bi si izboril oblast. Vendar je imel Ramiro II. na svoji strani pomoč kastiljskega grofa Fernána Gonzáleza. V nekaj dneh je prevzel nadzor nad situacijo in svoje nasprotnike zasledoval vse do Ovieda, kjer jih je porazil. Ko jih je zajel, je ukazal, naj vsem, vključno z njegovim bratom, izrujejo oči in jih zaprejo v samostan Ruiforco de Torío.
Ko je utrdil svojo oblast na prestolu, je Ramiro nadaljeval z osvajanjem ozemelj na južnem robu kraljestva. Najprej je v okviru svojih načrtov za osvoboditev Toleda sredi leta 932 osvojil omejadsko trdnjavo Margerit, današnji Madrid. A ker so bile utrdbe na desnem bregu reke Tajo že prej zasedene s strani al-Nasira, je Ramiro lahko le porušil madridske utrdbe in oplenil okoliška območja, od koder je odpeljal veliko ljudi, medtem ko je Abderramán 2. avgusta istega leta zmagovito vkorakal v Toledo.

### Vojaški pohodi
Na začetku poletja leta 933 je prišel sam kalif s svojo vojsko pred San Esteban de Gormaz oziroma Castromoros. Ramiro je o tem izvedel preko pošte, ki mu jo je poslal Fernán González. Po poročilu kronista Sampira je kralj takoj zatem vzel svojo vojsko in se jim zoperstavil na kraju, imenovanem Osma, tam pa v Gospodovem imenu organiziral svoje čete in ukazal, naj se vsi pripravijo na boj. Kot poroča, mu je Gospod dal veliko zmago, saj je pomoril velik del nasprotnikov, več tisoč pa jih je ujel, odvedel s seboj in se z zmagoslavjem vrnil v svoje mesto.
Poleti leta 934 je proti Osmi krenila še ena mogočna kordobska aceifa oziroma vojaški pohod. Prodrl je skozi osrčje Kastilije vse do Pamplone, kjer si je podredil kraljico Todo Aznárez Pamplonsko. Nato se je vrnil nazaj proti Álavi, Burgosu in samostanu Cardeña, kjer je dal pobiti dvesto menihov ter se začel umikati iz Hacinasa, medtem ko so ga zasledovale gverilske enote in zasede. Ramiro je prispel do reke Duero, ko je kordobska vojska že dosegla Burgos in Pamplono. Brez večjega napora je zavzel osemsko trdnjavo in tam pričakal vrnitev sovražnika, ki se je vračal po isti poti, kot je prišel. Prvi kastiljski letopis (Anales Castellanos Primeros), znan tudi kot Kronika svetega Izidora (Cronicón de San Isidoro), povzemajo bitko takole: »Drugič so Mavri prišli v Burgos v eri 972 (leta 934). Vendar naš kralj Ramiro jim je šel naproti do Osme in jih tisoče pobil.«
Tri leta pozneje je leonski kralj podpiral Abu Yahyo oziroma Aboyajo, kralja Zaragoze, ki ga je kalif obtožil izdaje in označil kot glavnega krivca za poraz v Osmi. Kronist Sampir je dogodke povzel tako:
Ramiro je zbral svojo vojsko in se napotil proti Zaragozi. Takrat se je saracenski kralj Aboyaja pokoril velikemu kralju Ramiru in podvrgel vso svojo deželo našemu kralju. Prevaral je Abderramána, ki je bil nad njim, in se z vsemi svojimi ozemlji izročil katoliškemu kralju. In naš kralj si je, ker je bil mogočen, podvrgel Aboyajeve gradove, ki so se mu uprli, jih prevzel in se z veliko zmago vrnil v León.
Sampir je izpustil, da je leonski kralj v teh gradovih pustil navarske posadke, saj je računal na sodelovanje in zavezništvo s kraljem Pamplone.

### Velika kordobska ofenziva
Po izgubi Zaragoze, ki je imela strateško lego, je lahko razumeti srdito reakcijo prevzetnega Abderramána III., ki ga je tolikokrat ponižal in kaznoval krščanski kralj, ki je bil sicer ugleden, a reven. Po obleganju in zavzetju Calatayuda si je Abderramán enega za drugim podredil vse gradove v okolici. Ko je prispel pred vrata Zaragoze, je Abu Yahya kapituliral, kar je kalif izkoristil in ga vključil v ofenzivo proti Navarri, ki se je končala s predajo kraljice Tode, ki se je razglasila za kalifovo vazalko. Na poti nazaj v Córdobo je kalif prečkal kastiljske dežele, ki jih je opustošil, ne da bi mu Ramiro, ki se je skupaj z grofoma iz Carrióna odpravil na pomoč grofu Fernánu Gonzálezu, mogel to preprečiti.
Aprila leta 936 je z Omajadi podpisal kratko premirje, v katerem se je zavezal, da ne bo več sodeloval z uporniškim guvernerjem Zaragoze, pripadnikom rodu Tuyibí, a je to zavezo prekršil že nekaj mesecev pozneje.
V začetku leta 939 je prodrl na andaluzijsko ozemlje, morda z namenom, da bi pomagal uporniškemu mestu Santarém, ki so ga kalifske sile zavzele 20. januarja, vendar je njegove čete porazil muslimanski vojaški poveljnik (caíd).
Nato je omajadski kalif zasnoval velikopotezno vojaško odpravo, da bi enkrat za vselej uničil leonsko kraljestvo. Poimenoval jo je gazat al-kudra ali vojna vrhovne moči. Omajadska vojska je štela več kot sto tisoč mož, ki jih je k boju gnal poziv k džihadu. Od trenutka, ko je vojska krenila iz Córdobe, so v glavni mošeji vsak dan molili posebno molitev odprave, ne kot prošnjo, temveč kot vnaprejšnjo zahvalo za neizogiben in neizpodbiten uspeh.
Na čelu te mogočne vojske je kalif poleti leta 939 prečkal Srednji gorski sistem in prodrl na ozemlje Leóna. Ramiro II. je zbral koalicijo Navarre, Leóna in Aragóna, ki je avgusta istega leta v bitki pri Simancasu, eni najpomembnejših bitk celotnega 10. stoletja, popolnoma uničila kalifove čete.
Abderramán III. je »komaj ušel živ« in za seboj pustil dragocen izvod Korana iz Vzhoda, z dragocenimi platnicami in čudovito vezavo, ter svojo neprecenljivo verižnico, stkano iz zlatih niti, ki si je zaradi silnega šoka ni uspel nadeti. Iz muslimanskega tabora so »kristjani odnesli obilje bogastva, ki je obogatilo Galicijo, Kastilijo, Álavo ter Pamplono in njenega kralja Garcío Sáncheza«.
Ta zmaga je omogočila pomik leonske meje z reke Duero na reko Tormes. Vnovič so naselili kraje, kot so Ledesma, Salamanca, Peñaranda de Bracamonte, Sepúlveda in Guadramiro. V letih 940 in 941 so Leónčani z Omajadi podpisali dve premirji, medtem ko so slednji okrepili obrambo Srednje meje (Marca Media). A kljub temu dogovori niso popolnoma ustavili spopadov med obema državama. Leta 942 so leonske sile priskočile na pomoč kralju Pamplone, ki ga je nedavno porazil tuyibíjski guverner Zaragoze, ki je bil leto prej osvobojen iz dvoletnega leonskega ujetništva. Prvi spopad je prinesel zmago kristjanom, toda v drugem, ki je potekal 3. aprila v bližini Tudele, so utrpeli poraz. Avgusta istega leta je guverner kalifovskega Calatayuda opustošil kastiljske dežele.

### Vladarsko delo
Poleg tega, da je dosegel tako izjemne zmage in razširil meje kraljestva od reke Duero do bližine reke Tajo, je Ramiro II. utrdil in okrepil upravno strukturo države. Dokončal je naseljevanje mozarabov ter jih organiziral, pri čemer je v določenih pokrajinah, med drugim v porečju reke Cea, sam vodil svoj načrt.

Kraljevi dvor je povzdignil z izgradnjo nove kraljeve palače, obnovo samostana svetega Klavdija ter z ustanovitvijo samostanov svetega Marcela in Odrešenika (San Salvador), ki sta stala ob kraljevi palači. Po celotnem kraljestvu je podprl tudi ustanovitev številnih drugih samostanov, ki so jih ustrezno opremili in oskrbeli.
Ramiro je uredil delovanje upravnih in sodnih funkcij, vzpostavil sestavo kraljeve kurije ter drugih podrejenih institucij. Skrbel je celo za verodostojnost krščanskega življenja. V ta namen je bil v začetku septembra leta 946 pod predsedovanjem kralja na pobudo astorgškega škofa Salomóna sklican veliki zbor pri cerkvi svete Marije na gori Irago (Santa María del Monte Irago).

### Spor s Fernánom Gonzálezem
V zadnjih letih svojega vladanja se je Ramiro II. moral soočiti z neodvisnostnimi težnjami kastiljske grofije. Fernán González, ki je dotlej veljal za desno roko kralja, si je nakopal kraljevo jezo, ko je prekršil premirje z omajadskim kalifatom in izvedel roparski pohod.
Ko je kralj grofu Assurju Fernándezu poveril ponovno naselitev Peñafiela in Cuéllarja ter ga ob tej priložnosti počastil z nazivom grofa Monzónskega, se je Fernán González čutil zapostavljenega, saj je nova grofija zavirala širitev njegovega ozemlja proti jugu. Skupaj z Diegom Muñozem, grofom iz Saldañe, sta se leta 943 odkrito uprla.
Kronist Sampir je zapisal: »Fernán González in Diego Muñoz sta ravnala tiransko do kralja Ramira in celo pripravljala vojno. A kralj, ker je bil močan in preudaren, ju je zajel – enega v Leónu, drugega v Gordónu – in ju vklenjena vrgel v ječo.« Dejansko je bil Fernán González že naslednje leto zaprt, v Kastiliji pa sta ga nadomestila njegov tekmec Assur Fernández in kraljev drugi sin, mladi princ Sancho, ki mu je Assur služil kot vzgojitelj in svetovalec. Po tem »obglavljenju« se je stanje v Kastiliji umirilo in kraljeva oblast se je znova uveljavila.
Zapor Diega Muñoza, grofa iz Saldañe, je lahko trajal le nekaj mesecev, medtem ko je bil Fernán González v ujetništvu nekoliko dlje – vse do Velike noči leta 945. Ramiro II. je izdajalca izpustil, vendar šele potem, ko mu je prisegel zvestobo in se odpovedal svojemu premoženju. Da bi dogovor dobil slovesen ton, so kmalu zatem poročili grofovo hčer Urraco Fernández s kraljevim sinom in prestolonaslednikom Ordoñem.
Toda Fernán González, čeprav na prostosti, ni opustil svojih ambicij – zatekel se je namreč v vzhodni del Kastilije in od tam še naprej uporabljal naslov grofa. Te notranje razprtije so oslabile leonsko kraljestvo, kar so muslimani izkoristili za več kazenskih vojaških pohodov proti krščanskemu ozemlju. Francoski arabist Lévi-Provençal je celo domneval, da je v tem obdobju Fernán González morda sklenil nekakšno zavezništvo ali prijateljstvo s kordobskim kalifom. Te odprave so Kastilijo pustile pri miru in se usmerile v zahodne predele kraljestva. Leta 940 je pohod pod vodstvom Ahmeda ben Yale zajel leonsko planoto. Leta 944 je odprava Ahmeda Muhammada ibn Alyarja prodrla v samo osrčje Galicije. Leta 947 je pohod vodil Kand, zaveznik kalifa, a ni uspel prebiti Zamore. Leta 948 pa je odprava dosegla celo Ortigueiro.
Ob tolikih pohodih, vztrajno usmerjenih v srce kraljestva, se je moral Ramiro II. osredotočiti na zahod svojega ozemlja, pri čemer je precej zanemaril kastiljske dežele. To je Fernán González spretno izkoristil, da si je povrnil vse izgubljeno, natančneje toliko, da odnosi niso imeli druge možnosti, kot da se »izboljšajo«, celo do te mere, da so mu ponovno priznali stare časti in naslov grofa. Princ Sancho se je vrnil v León, Assur Fernández pa na svoj monzonski grofovski sedež.

### Zaton kralja
Nastopila so leta sorazmernega miru, ki so jih prekinjali le stalni muslimanski vojaški pohodi. Leta 950 se je leonski kralj iz Zamore odpravil na svojo zadnjo odpravo na muslimanska ozemlja – roparski pohod po dolini reke Tajo, kjer je v kraju Talavera de la Reina še enkrat porazil kalifove čete. Po poročanju Sampira je bilo v bitki ubitih dvanajst tisoč muslimanov, sedem tisoč pa ujetih, poleg tega da je kralj pridobil tudi bogat plen.
Fizično oslabeli kralj je nato oblast postopoma prepustil svojemu sinu, bodočemu Ordoñu III., ki je dejansko že prevzel vodenje kraljestva. Po vrnitvi s potovanja v Oviedo ga je doletela huda bolezen, od katere si ni več opomogel.
Njegovo zadnje javno dejanje je bila prostovoljna abdikacija v Leónu, 5. januarja 951 popoldne, ko je imel 53 let. Ko je slutil, da je smrt blizu, se je dal prinesti v cerkev San Salvador de Palat del Rey, ki je stala poleg kraljeve palače. Vpričo navzočih je slekel kraljevska oblačila in si posul glavo z obrednim pepelom. S tem je hkrati slovesno odstopil s prestola in opravil javno pokoro na smrtni postelji, pri čemer je uporabil enake besede, kot jih je nekoč izrekel sveti Izidor Seviljski.
Umrl je še istega meseca, ko je bil njegov sin Ordoño III. že okronan za kralja Leóna.

## Pokop
Ramiro II. je bil pokopan v cerkvi San Salvador de Palat del Rey v mestu León, ki je bila del danes že izginulega samostana, ustanovljenega v času njegove vladavine po zaslugi njegove hčere, infante Elvire Ramírez, ki se je želela posvetiti redovniškemu življenju. V isti cerkvi sta bila kasneje pokopana tudi kralja Ordoño III. in Sancho I. Leonski.
Posmrtni ostanki vseh treh leonskih vladarjev, ki so bili prvotno pokopani v cerkvi San Salvador de Palat del Rey, so bili pozneje preneseni v baziliko svetega Izidorja v Leónu in položeni v kot ene od kapel na evangelijski strani, kjer so poleg njih počivali tudi drugi kralji, na primer kralj Alfonz IV., vendar ne v Kraljevi grobnici (Panteón de Reyes) omenjene bazilike.

## Poroke in potomci
Ramiro je bil sprva poročen s svojo sestrično Adosindo Gutiérrez, hčerjo grofa Gutierreja Osoria in Aldonze Menéndez, ki je bila hči grofa Hermenegilda Gutierreja ter sestra Elvire Menéndez, Ramirove matere. Ramiro in Adosinda sta imela naslednje otroke:
- Bermuda, ki je umrl v otroštvu, malo pred januarjem 941,
- Ordoña, ki je po očetu nasledil prestol kot Ordoño III. Leonski,
- Tereso Ramírez, drugo ženo kralja Garcíe Sáncheza I. iz Pamplone.

Po tem, ko je bil zakon z Adosindo razveljavljen – najverjetneje zaradi določb cerkvenega prava – se je kralj med letoma 933 in 934 poročil z Urraco Sánchez, hčerjo Sancha Garcésa in Tode Aznárez. V tem zakonu sta bila rojena še dva otroka, za katera obstajajo dokazi:
- Sancho, ki je po smrti svojega polbrata zasedel prestol kot Sancho I. Leonski,
- Elvira Ramírez, ki je že v mladosti vstopila v red v samostanu San Salvador de     Palat del Rey, umrla pa je okoli leta 986.

## Podoba vladarja
Zgodovinska osebnost tega princa, ene najizrazitejših in najprivlačnejših osebnosti srednjega veka, se kaže skozi nenehno delovanje, isto značilnost – labori nescius cedere (»ni poznal počitka pri delu«) – ki je, po poročanju Historie silense, zaznamovala tudi njegovega očeta, Ordoña II.
Kljub svoji temperamentni naravi je bil Ramiro II. mož globoke pobožnosti. V listini z dne 21. februarja 934, s katero je potrjeval privilegije, ki so jih v sedežu v Composteli podelil že njegovi predhodniki, je zapisal naslednje ganljive besede: »To, kako močno mi srce žari od ljubezni do Boga in njegovega svetega apostola, je treba glasno oznaniti vsemu katoliškemu ljudstvu.«Predloga:Sucesión